# 9GAG
9GAG è un sito web e comunità virtuale con sede a Hong Kong che consente ai suoi utenti di caricare e condividere immagini, animazioni GIF e video umoristici. Il sito venne fondato da Ray Chan e altri collaboratori nel 2008, e ha il suo quartier generale ad Hong Kong.

## Caratteristiche
9GAG è strutturato come un blog ove gli utenti possono condividere e/o commentare immagini o video pubblicati da altri fruitori del sito. All'interno di 9GAG vengono pubblicati contenuti di umorismo nero e satira, immagini divertenti di animali, situazioni improbabili e personaggi fittizi, GIF, e altri. La maggior parte delle immagini presenti su 9GAG provengono spesso da altri siti.

## Nella cultura di massa
La piattaforma si presta alla diffusione di contenuti che possono arrivare ad ottenere visibilità globale, come è avvenuto nel caso della gatta Tombili, probabilmente iniziato da una foto postata sul sito.